# Nowomykołajiwka (hromada Mołoczanśk)
Nowomykołajiwka (ukr. Новомиколаївка) – wieś na Ukrainie, w obwodzie zaporoskim, w rejonie połohowskim, w hromadzie Mołoczanśk. W 2001 liczyła 704 mieszkańców, wśród których 649 wskazało jako ojczysty język ukraiński, 51 rosyjski, 1 mołdawski, 1 bułgarski, 1 białoruski, a 1 inny.